# Аса Акіра
Аса Акі́ра (англ. Asa Akira, справжнє ім'я Аса Такігамі, англ. Asa Takigami; нар. 2 січня 1986 року, Нью-Йорк) — американська порноакторка, еротична фотомодель, подкастерка, кінорежисерка та письменниця.

## Біографія
"Аса" — її справжнє ім'я (яп. 朝), воно означає "ранок". Псевдонім «Акіра» виник від однойменної японської манги.
Народилася в Нью-Йорку, в сім'ї японського походження. З 6 до 13 років мешкала в Японії, де відвідувала американську школу.
Працювала фотомоделлю, потім знялася в кількох порносценах із жінками.  
З 2008 року знімається в порно з чоловіками.
У 2011 році журнал Complex поставив її на 6 місце у списку «50 найгарячіших азійських порнозірок усіх часів».
Була номінована на кілька нагород за роль у фільмі Девіда Аарона Кларка Pure.
За даними на 2014 рік, Аса Акіра знялася у 442 порнофільмах та зрежисувала 8 порнострічок. Акіра вважає себе феміністкою.

## Особисте життя
Була заручена з Рокко Рідом. 
З 29 грудня 2012 року по 2017 рік була одружена з порноактором та режисером Тоні Рібасом. 
У березні 2019 року народила сина від інших стосунків.

## Вибрана фільмографія
- Bombshell Bottoms 4 (2008)
- Control Freaks (2008)
- Make Me Creamy 4 (2008)
- Asian Fucking Nation 3 (2009)
- Pure (2009)
- Asa Akira Is Insatiable (2010)
- Asian Booty (2010)
- Bootylicious Girls (2010)
- Buttwoman vs. Slutwoman (2010)
- Deep Anal Drilling 2 (2010)
- Invasian 4 (2010)
- Performers of the Year 2011 (2010)
- Pornstar Superheroes (2010)
- Tori Black Is Pretty Filthy 2 (2010)
- A.S.A Asian Sex Addict (2011)
- Asa Akira Is Insatiable 2 (2011)
- Ass Worship 12 (2011)
- Kagney Linn Karter is Relentless (2011)
- Mandingo Massacre 2 (2011)
- Once You Go Black 6 (2011)
- Performers of the Year 2012 (2011)
- Seduction (2011)
- I Am Natasha Nice (2012)

- Family guy (S16 E01) (2017)

## Нагороди та номінації
- 2008 — Rog Awards (Critic) Winner — Starlet of Year
- 2009 — XBIZ Award номінація — New Starlet of the Year[6]
- 2010 — AVN Award номінація — Best Actress — Pure[7]
- 2010 — AVN Award номінація — Best Couples Sex Scene — Pure[7]
- 2010 — AVN Award номінація — Best New Starlet[7]
- 2010 — AVN Award номінація — Most Outrageous Sex Scene — Pure[7]
- 2010 — XRCO Award номінація — Single Performance, Actress — Pure[8]
- 2011 — AVN Award — Best All-Girl Three-Way Sex Scene — Buttwoman vs. Slutwoman[9]
- 2011 — AVN Award — Best Anal Sex Scene — Asa Akira Is Insatiable[9]
- 2011 — AVN Award — Best Double Penetration Sex Scene — Asa Akira Is Insatiable[9]
- 2011 — AVN Award — Best Three-Way Sex Scene (G/B/B) — Asa Akira is Insatiable[9]
- 2012 — Xbiz Award — Female Performer of the Year
- 2012 — AVN Award — Best All-Sex Video — Asa Akira Is Insatiable 2[10]
- 2012 AVN Award — Best All-Sex Release — Asa Akira Is Insatiable 2[11]
- 2013 AVN Award — Best Double-Penetration Sex Scene — Asa Akira Is Insatiable 3 (з Реймоном Номаром та Міком Блю)[12]
- 2013 AVN Award — Best Group Sex Scene — Asa Akira Is Insatiable 3 (з Еріком Евергардом, Реймоном Номаром та Міком Блю)[12]
- 2013 AVN Award — Best POV Sex Scene — Asa Akira to the Limit (з Джулс Джордан)[12]
- 2013 AVN Award — Best Three-Way Sex Scene (Girl/Girl/Boy) — Asa Akira Is Insatiable 3 (з Бруклін Лі та Джеймсом Діном)[12]
- 2013 AVN Award — Female Performer of the Year[12]